# Col de Marie-Blanque
Der Col de Marie-Blanque ist ein 1035 m hoher Gebirgspass in den französischen Pyrenäen im Département Pyrénées-Atlantiques. Er verbindet das Vallée d’Aspe mit dem Vallée d’Ossau.
Die nächstgelegenen größeren Städte sind Pau und die Pilgerstadt Lourdes.
Vom Ort Escot ist der Westanstieg zur Passhöhe 9,3 km lang und durchschnittlich 7,7 % steil. Der größte Teil der Steigung konzentriert sich auf die letzten vier Kilometer, auf denen 460 Höhenmeter überwunden werden. Die Strecke der Ostseite beträgt von Louvie-Juzon 15 km, von Bielle etwa 11,5 km mit 5,1 % durchschnittlicher Steigung.

## Radsport
Der Col de Marie-Blanque wurde mit der Tour de France und der Vuelta a España von zwei Grand Tours überquert. Er gilt als ein Berg mit besonderer Zuschauerbegeisterung. Cyril Dessel, ein Gewinner der Bergwertung am Marie Blanque, schwärmte von seiner Kulisse.

### Tour de France
Bis 2023 wurde der Col de Marie-Blanque insgesamt 16-mal von der Tour de France befahren.
Die erste Befahrung war im Jahr 1978 auf der 10. Etappe, die von Biarritz nach Pau führte. Sie erfolgte von der Westauffahrt, an deren Ende sich der Belgier Michel Pollentier die Bergwertung der 2. Kategorie sicherte. Bei der zweiten Überquerung im Jahr 1986 wurde der Anstieg als Bergwertung der 1. Kategorie klassifiziert. Die erste Ostauffahrt fand im Jahr 1990 statt und wurde als Bergwertung der 1. Kategorie gewertet. Ab dem Jahr 1995 gilt diese als Anstieg der 2. Kategorie.
Bei den letzten zwei Überquerungen in den Jahren 2020 und 2023 wurde der Col de Marie-Blanque vor der Zielankunft in Laruns absolviert. Beide Male setzte sich eine Ausreißergruppe durch, wobei es im Hauptfeld zu größeren Zeitabständen zwischen den Gesamtklassement-Fahrern kam. Im Jahr 2023 führte der Australier Jai Hindley auf der 5. Etappe über die Passhöhe, ehe er die Etappe gewann und das Gelbe Trikot übernahm. Dahinter distanzierte Jonas Vingegaard seinen Kontrahenten Tadej Pogačar, der bei der Etappe über den Col de Marie-Blanque im Jahr 2020 seinen ersten Tour-de-France-Etappensieg gefeiert hatte.
| Jahr | Etappe     | Bergwertung  | Erster am Gipfel        | Auffahrt |
| ---- | ---------- | ------------ | ----------------------- | -------- |
| 1978 | 10. Etappe | 2. Kategorie | Michel Pollentier       | West     |
| 1986 | 12. Etappe | 1. Kategorie | Pedro Delgado           | West     |
| 1987 | 13. Etappe | 1. Kategorie | Luis Herrera            | West     |
| 1987 | 14. Etappe | 1. Kategorie | Gilbert Duclos-Lassalle | West     |
| 1989 | 09. Etappe | 1. Kategorie | Robert Forest           | West     |
| 1990 | 17. Etappe | 1. Kategorie | Dominique Arnaud        | Ost      |
| 1992 | 02. Etappe | 1. Kategorie | Richard Virenque        | West     |
| 1995 | 16. Etappe | 2. Kategorie | Etappe nicht gewertet   | Ost      |
| 1996 | 17. Etappe | 2. Kategorie | Neil Stephens           | Ost      |
| 2000 | 10. Etappe | 1. Kategorie | Javier Otxoa Palacios   | West     |
| 2005 | 16. Etappe | 1. Kategorie | Jörg Ludewig            | West     |
| 2006 | 10. Etappe | 1. Kategorie | Cyril Dessel            | West     |
| 2007 | 16. Etappe | 1. Kategorie | Mauricio Soler          | West     |
| 2010 | 17. Etappe | 1. Kategorie | Juan Antonio Flecha     | West     |
| 2020 | 09. Etappe | 1. Kategorie | Marc Hirschi            | West     |
| 2023 | 05. Etappe | 1. Kategorie | Jai Hindley             | West     |

### Vuelta a España
Im Jahr 2016 führte die Vuelta a España im Rahmen der 16. Etappe über den Col de Marie-Blanque. Die Etappe begann in Dantxarinea und endete auf den Col d’Aubisque (1709 m). Sieger der Bergwertung der 1. Kategorie wurde der Franzose Kenny Elissonde.
| Jahr | Etappe     | Bergwertung  | Erster am Gipfel | Auffahrt |
| ---- | ---------- | ------------ | ---------------- | -------- |
| 2016 | 14. Etappe | 1. Kategorie | Kenny Elissonde  | West     |